# Джуліо Чезаре Прокаччіні
Джуліо Чезаре Прокаччіні (італ. Giulio Cesare Procaccini 1574, Болонья — 14 листопада, 1625, Мілан) — італійський художник пізнього ломбардського маньєризму й раннього ломбардського бароко.

## Життєпис
Народився у місті Болонья. Батько, Ерколе Прокаччіні старший (1520 – 1595) — італійський художник доби маньєризму. В родині було три сини, кожний з яких матиме відношення до мистецтва. 
1590 року батько перебрався на працю у Мілан, де його залучили до декорування катедрального собору. Переїзд вібувся за сприяння одного мецената, що мешкав у Мілані. Джуліо Чезаре починав як скульптор. Він мав тверду руку і створював непогані малюнки, що свідчили про близьке знайомство із віртуозними малюнками представників маньєризму.
Приблизно 1600 року Джуліо Чезаре звернувся до живопису олійними фарбами, куди переніс малюнкок митця, вихованого на скульптурі. Звідси композиції, що надзвичайно наближали персонажів до першого плану, як то було у рельєфах. Відчутними залишались і маньєристична виучка з її дивацькими позами, перекрученістю фігур, риси академізму болонської школи з її пошуками ідеальних персонажів. Помітна наближеність до переднього плану сприяла нехтуванням дрібними деталями та рисами своєрідного монументалізму, що зберігався навіть у маленьких за розмірами картинах.

## Перелік вибраних творів

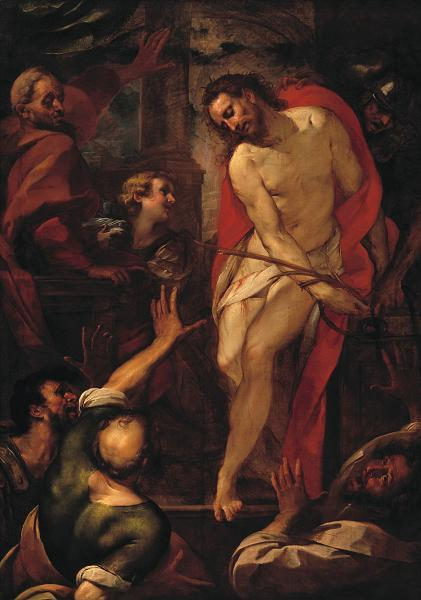
Джуліо Чезаре Прокаччіні. «Христос перед натовпом »

- «Містичні заручини з католицькою церквою св. Катерини», варіант, Ермітаж.
- «Видіння св. Себастьяну натовпу янголів», до 1612 р., Королівські музеї витончених мистецтв (Брюссель)
- «Каїн убиає Авеля »
- «Таємна вечеря»
- «Христос перед натовпом»
- «Венера і три амурчики », бл. 1620 р.. приватна збірка
- «Благовіщення », бл. 1620 р., Лувр, Париж.
- «Відвідини Діви Марії Єлизавети »
- «Апостол Матвій »
- «Святе видіння дитини Джованні Тіроне »
- «Втеча св. Родини у Єгипет »
- « Христос у Гетсиманському саду» (або «Моління про чашу»)
- «Побиття Христа біля колони »
- «Христос перед натовпом »
- «Кардинал Федеріко Борромео»
- «Автопортрет»
- «Алегорія Миру намагається утримати бога війни Марса »

## Галерея дозволених творів

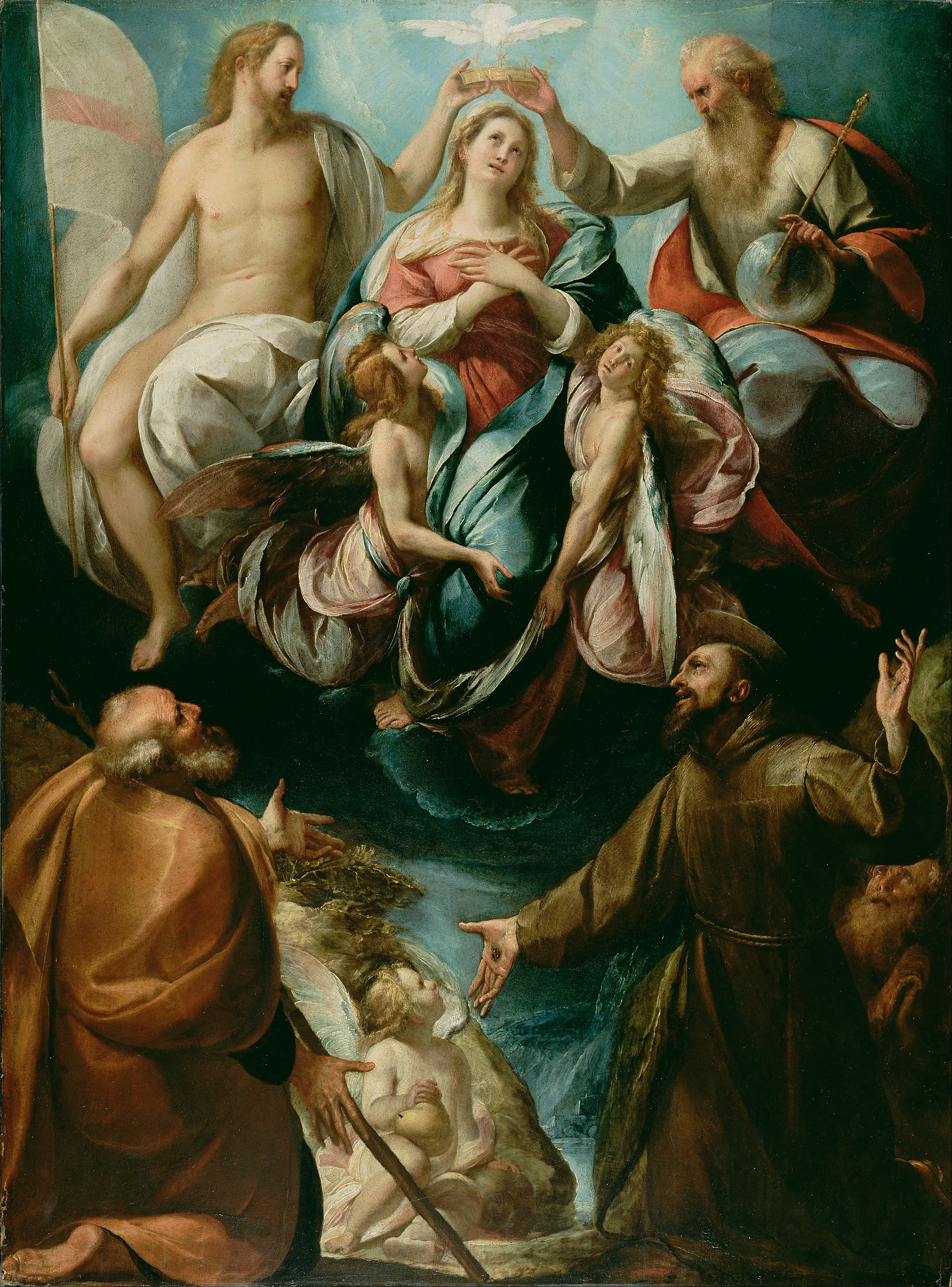
Джуліо Чезаре Прокаччіні. «Коронація Богородиці у присутності Св. Йосипа та Франциска Ассізького». Музей Гетті, Каліфорнія.

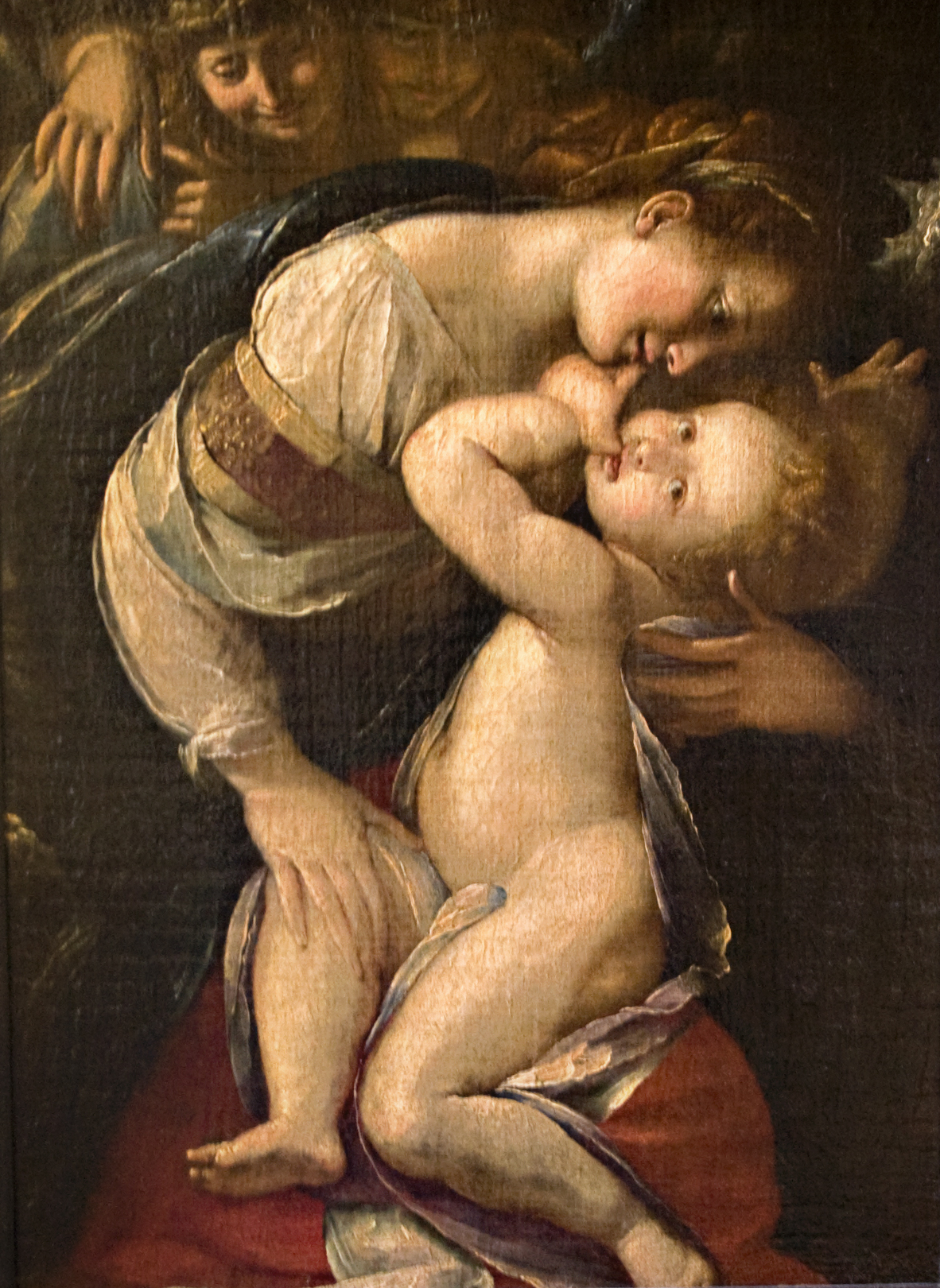
Джуліо Чезаре Прокаччіні. «Мадонна з немовлям і янголами», Ермітаж, Санкт-Петербург
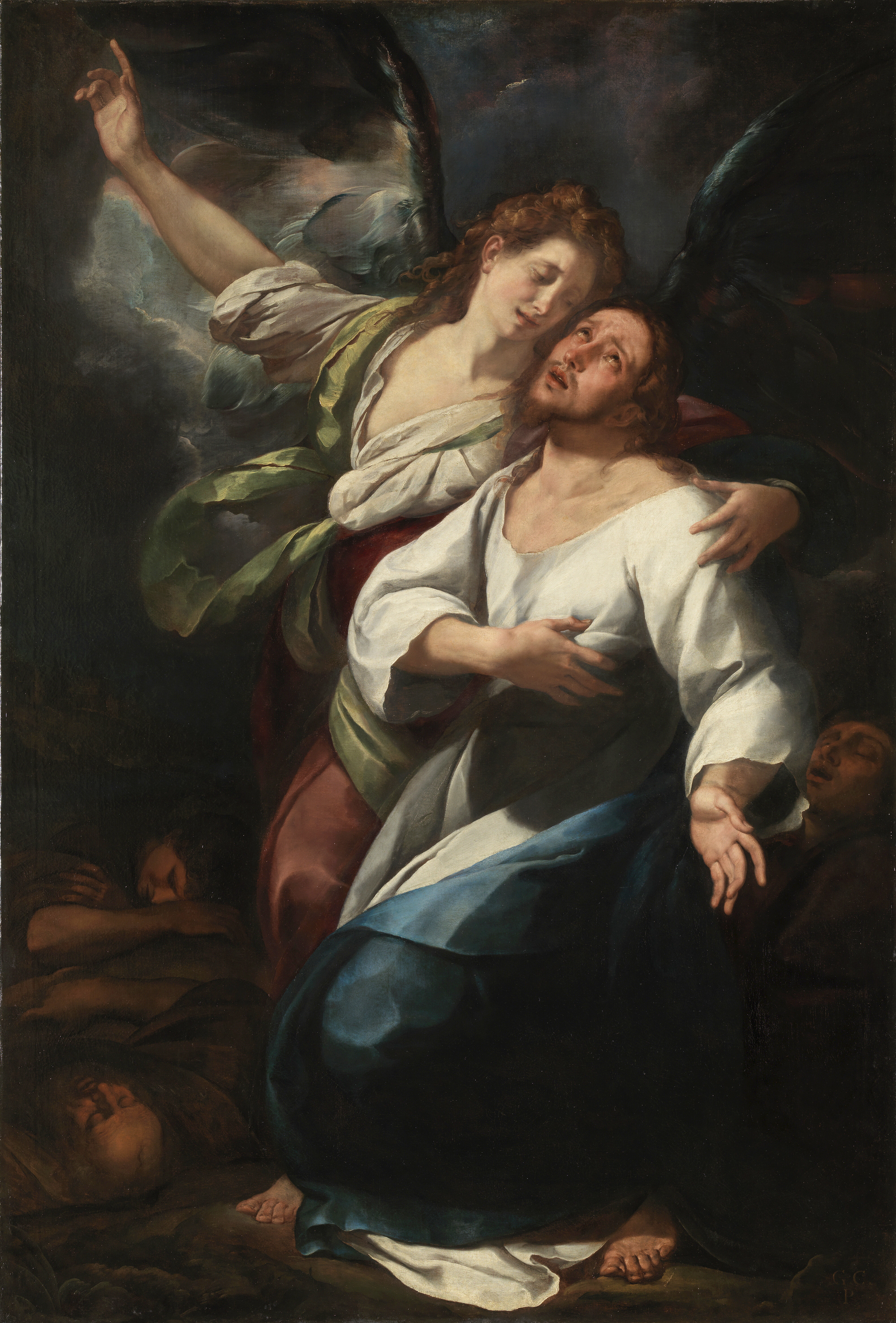
Джуліо Чезаре Прокаччіні. «Христос у Гетсиманському саду»
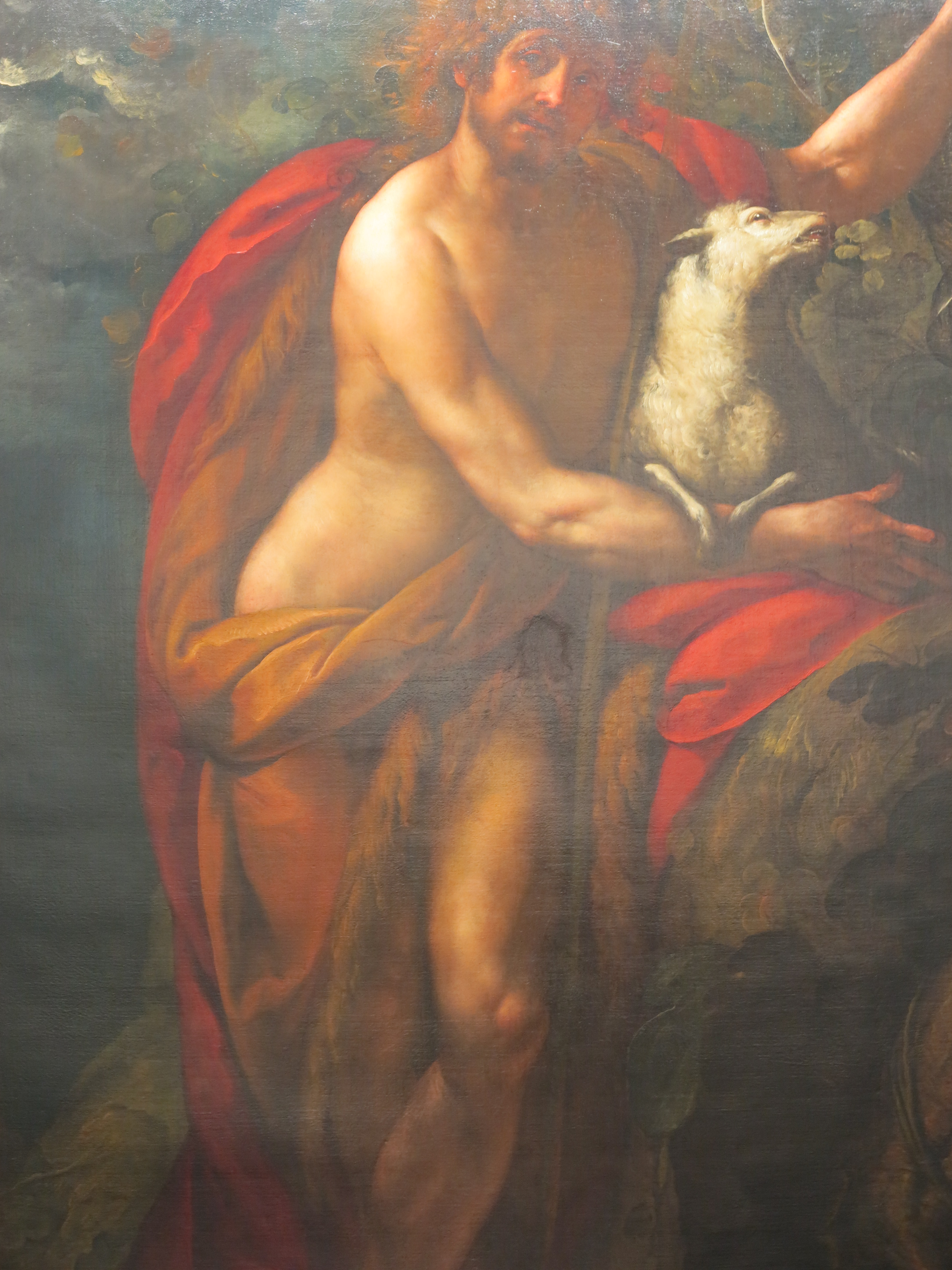
Джуліо Чезаре Прокаччіні. «Іван Хреститель»
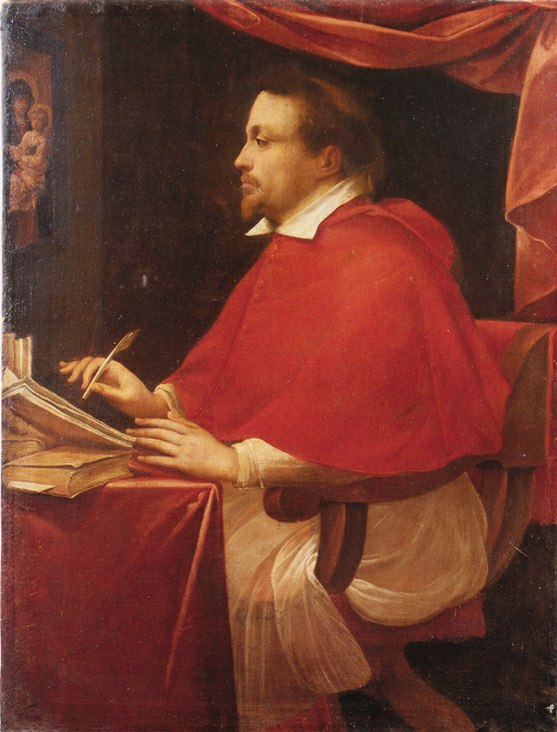
Джуліо Чезаре Прокаччіні. «Кардинал Федеріко Борромео».

## Див. також

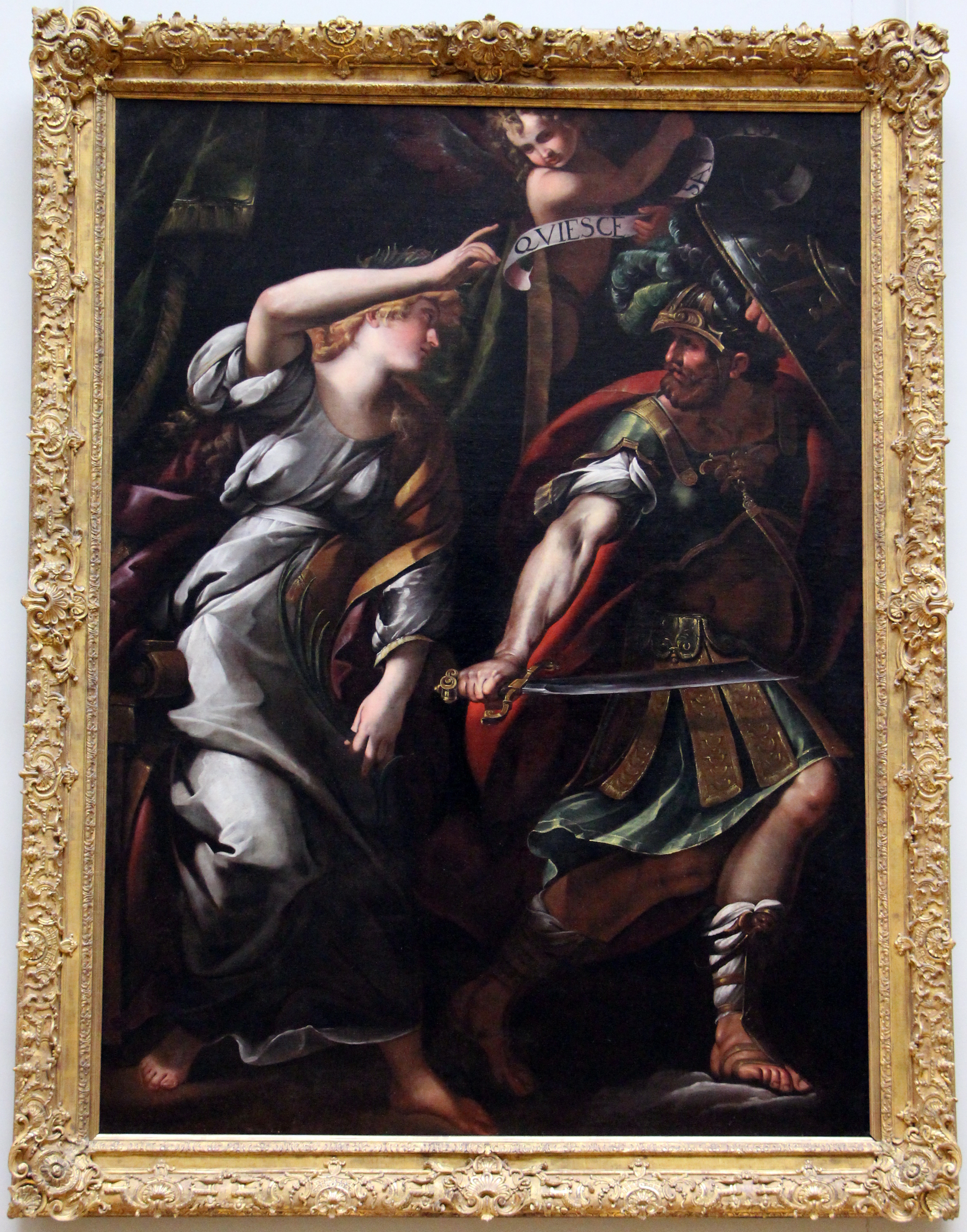
Джуліо Чезаре Прокаччіні. «Алегорія Миру намагається утримати бога війни Марса ».